# Anyphops longipedatus
Anyphops longipedatus är en spindelart som först beskrevs av Roewer 1955.  Anyphops longipedatus ingår i släktet Anyphops och familjen Selenopidae. Inga underarter finns listade i Catalogue of Life.